# Tinamus solitarius

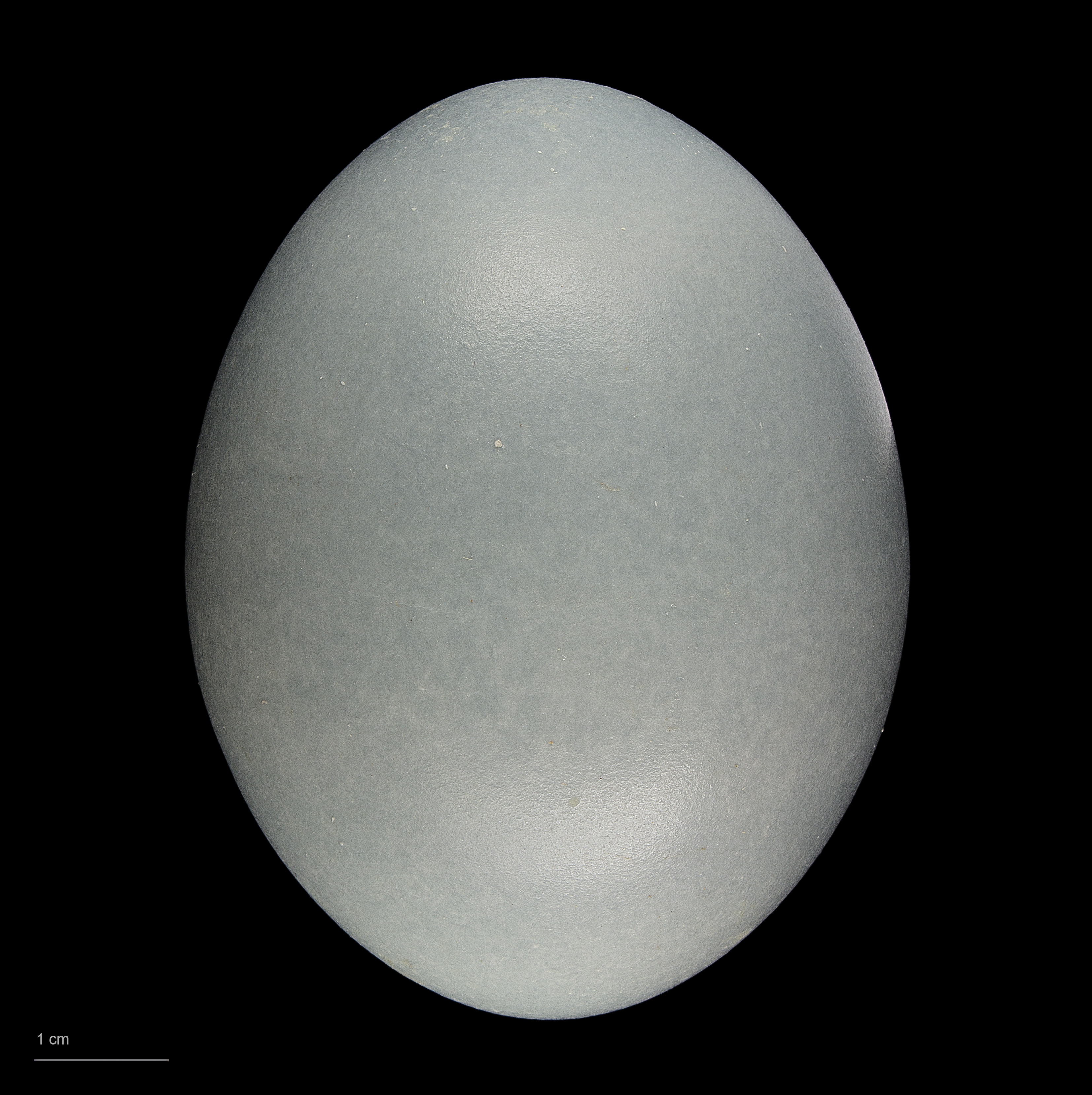
uovo di Tinamus solitarius

Il tinamo solitario (Tinamus solitarius (Vieillot, 1819)) è un uccello della famiglia dei Tinamidi diffuso in Brasile, Paraguay e Argentina.

## Descrizione
Grandezza: 42,5–48 cm. Peso: 1.014-1.500 g (maschio), 1.710-1.900 g (femmina).

## Sistematica
Comprende due sottospecie:
- Tinamus solitarius solitarius (Vieillot, 1819) diffusa in Brasile, Paraguay e Argentina settentrionale
- Tinamus solitarius pernambucensis Berla, 1946 - con areale limitato al Brasile centro-orientale